# Корейський рок
Корейський рок (кор. 한국의 록, hangug-ui log) — рок-музика Південної Кореї. Він має коріння в американському році, який потрапив до Південної Кореї завдяки американським солдатам, які воювали в Корейській війні і дислокувалися на військових базах США в Південній Кореї після війни. Навколо військових баз США місцеві музиканти могли б вивчити американську рок-музику та виконувати її на сцені для американських солдатів. У результаті багато корейських рок-гуртів, які називаються Vocal Bands або Group Sound, почали свою музичну кар'єру в 1960-х роках. За часів військової адміністрації в 1970-х роках рок-музика та її субкультура були класифіковані як розпусна молодіжна культура і були заборонені. Після Корейської П'ятої республіки політику цензури під керівництвом військового уряду було скасовано, і рок-музика стала основним жанром у Південній Кореї до кінця 1980-х років. Сьогодні рок-музика не є основним жанром на музичному ринку Південної Кореї, але вона все ще займає значну частину музичного споживання в країні.

## Історія

### 1950-ті роки
Рок-музику привезли до Південної Кореї в 1950 році американські солдати, які брали участь у Корейській війні. Після закінчення війни в 1953 році багато американських солдатів залишилися в Південній Кореї та дислокувалися на військових базах, де виступали місцеві музиканти і співаки. У 1957 році перший південнокорейський рок-гітарист Шін Чон Хьон дебютував на військовій базі США. Шін, якого стали називати «хрещеним батьком року» Південної Кореї, пізніше сказав, що корейський рок народився на військових базах США. Одна дівоча група під назвою The Kim Sisters дебютувала на сцені військової бази США, практикувала свої таланти та навички, а потім розпочала свою музичну кар'єру в Сполучених Штатах.

### 1960-ті роки
У 1962 році Шін Чон Хьон створив першу корейську рок-групу Add4. Невдовзі з'явилися інші корейські рок-групи, яких називають музикантами «Group Sound», зокрема HE6, K'okkiri Brothers і Key Boys, які найбільш відомі своїм хітом «Let's Go to the Beach». Музиканти групи середини 1960-х зазнали сильного впливу американського та британського року тієї ж епохи. Однак замість того, щоб виступати виключно на військових базах США, вони почали виступати для південнокорейської публіки. Перше покоління корейських рок-музикантів, у тому числі Шін Чон Хьон, почало з'являтися в 1960-х роках. Однак Південна Корея страждала від тоталітарної військової диктатури, а соціальна атмосфера під керівництвом Пак Чон Хі, яка все ще була консервативною та закритою, культура хіпі та рок-музика, яка була представником молодіжної культури, були лише об'єктом придушення. У 1960-х роках, коли західні країни та Японію охопила нова молодіжна культурна революція з рок-музикою, Південна Корея була далека від моди.

### 1970-ті роки

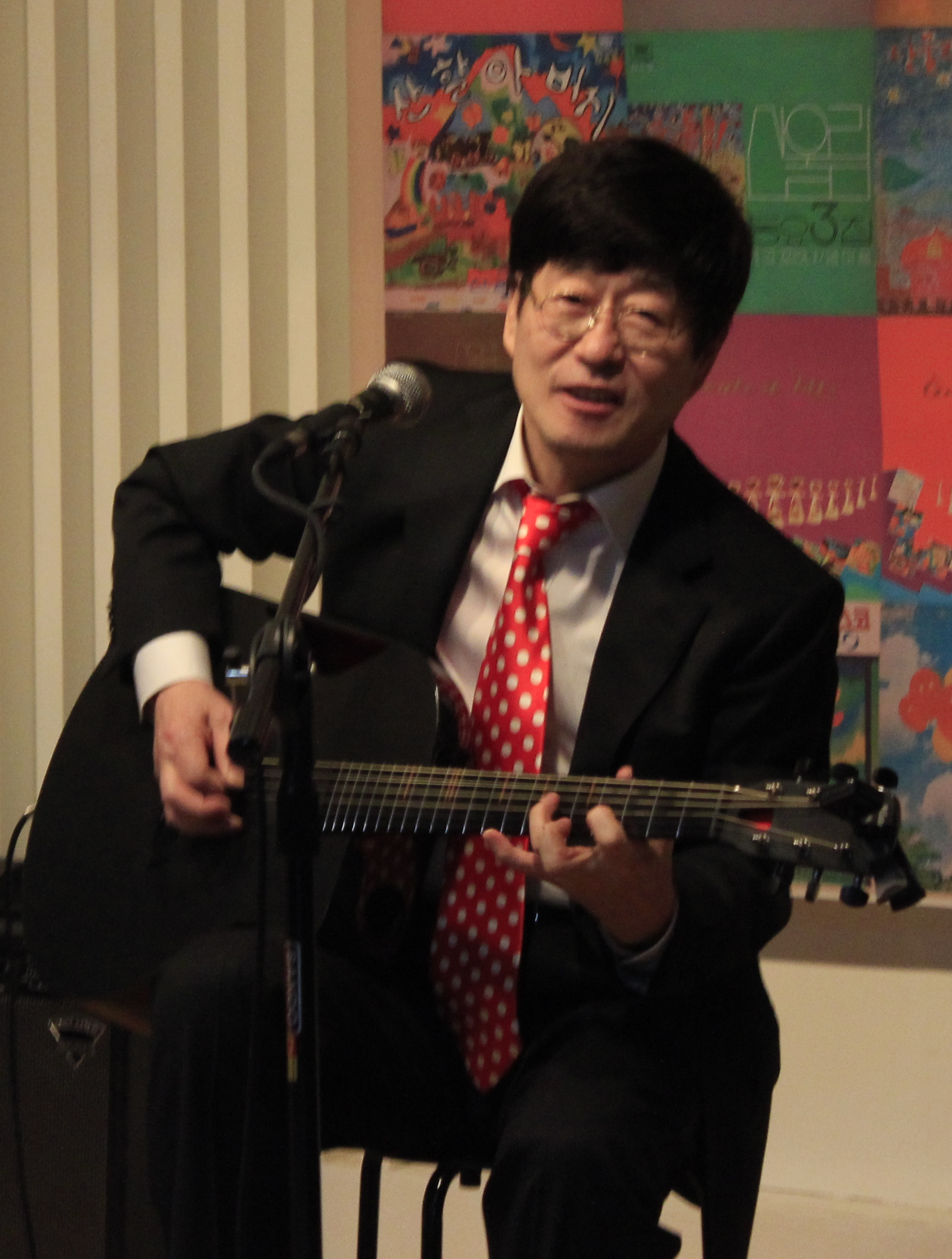
Кім Чхан-ван з Sanulrim

Протягом 1970-х років адміністрація Пак Чон Хі жорстко цензурувала музику. Шін Чон Хьон був ув'язнений за звинуваченням у зберіганні марихуани. Хан Де Су переїхав до Нью-Йорка у самовигнанні після того, як два його альбоми були заборонені урядом. Ув'язнення Шіна уповільнило розвиток корейського року, але наприкінці 1970-х з'явилися інші виконавці, особливо Sanulrim, перш ніж танцювальна музика стала домінувати в корейській популярній музиці 1980-х. Тим не менш, з 1970-х років, з поширенням фонографа серед сімей середнього класу, розповсюдженням піратської іноземної музики та популярністю відтворення рок- та поп-музики в музичних кафе, кількість шанувальників рок-музики зросла, та почав рости фундамент музичної рок-культури. Хоча можливостей послухати оригінальну західну рок-музику було набагато більше, державна цензура все ще була суворою, не дозволяючи творчій діяльності бути вільною.

### 1980-ті роки
У 1980-х роках популярні музичні смаки відійшли від рок-музики. На сцені домінувала музика важкого металу, зокрема Boohwal, Baekdoosan і Sinawe, спільно відомі як Big 3. Молоде покоління Південної Кореї, яке виросло під рок-музику на початку 70-х, ставши студентами коледжів або дорослими, стало головними учасниками рок-гурту під назвою Group Sound, який у 80-х спричинив справжню бурю захоплення. У 1980 році хард-рок-група Magma виступила на студентському фестивалі пісні і шокувала людей. Хард-рок і важкий метал також привернули увагу в Кореї завдяки появі Magma. Відтоді Baekdusan, Boohwal і Sinawe, гурти, які представляють 1980-ті, у 80-х також називалися як Тріо Корейський Рок-гуртів. Пісенний фестиваль також привернув увагу рок-гуртів, які прийшли на зміну Magma, T-sams у 1987 році та Infinite Track у 1988 році. У 1980-х рок-музика найбільше наблизилася до мейнстріму корейської поп-музики, коли рок-гурти часто займали перше місце в програмах музичних рейтингів, які транслювали громадське телебачення та радіо. У 1980-х роках однією з причин того, що рок-музика стала популярнішою, ніж раніше, було те, що цензура була дещо послаблена порівняно з адміністрацією Пак Чон Хі.

### 1990-ті роки— дотепер

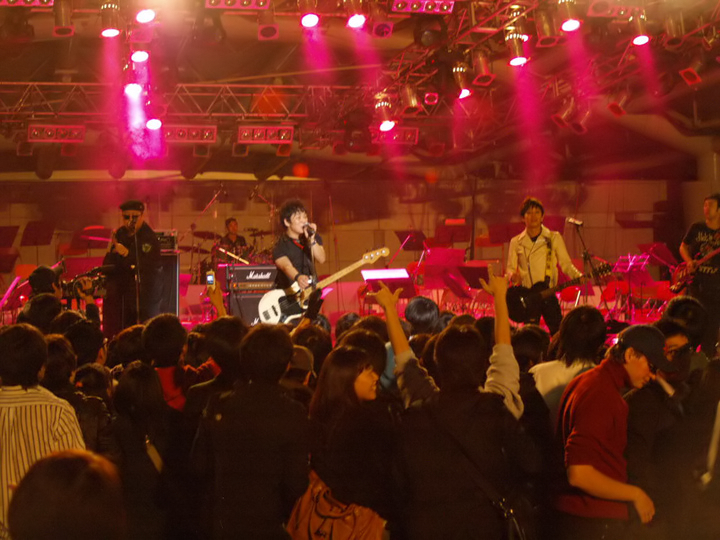
Виступ Crying Nut у 2009 році

Рок-музика відродилася на початку 1990-х років із демократизацією після президентства Ро Де У. Оскільки інформація надходила в країну вільніше, корейська молодь за короткий проміжок часу познайомилася з популярною іноземною музикою, а деякі почали створювати гурти. Двома найпершими гуртами були Crying Nut і No Brain, які познайомили країну з різноманітністю нових жанрів у локалізованій суміші під назвою «Chosun Punk», ініціатором якої був інді-лейбл Drug Records, який також керував гуртом Club Drug. Із зростанням глобалізації та доступу до Інтернету наприкінці 1990-х років відбулося збільшення різноманітності музичних впливів, коли з'явилися такі молоді гурти, як Rux, а The Geeks познайомили Корею зі стрейт-едж та хардкор-панком. Ска-панк був ще одним сильним раннім впливом, продюсуючи гурти, зокрема Lazybone і Beach Valley. У 2006 році Skasucks сформував і очолив рух ска-панк у Кореї.
Друга хвиля корейського хеві-металу почалася в 1990-х роках. У той час як такі метал-гурти, як Crash (1989), Seed (1996) і Sad Legend (1996), виконували треш-метал і дез-метал у концертних залах і менших клубах, таких як Metallica в Шінрім-донг і Drug в Хонгде, існували й інші більш важкі жанри. який з'явиться в Південній Кореї. Завдяки Інтернету піджанри екстремального металу, такі як Black Metal і Grindcore, вплинули на такі групи, як Kalpa (1996), Oathean (1996), Dark Mirror ov Tragedy (2003) і Mangani (2013). У той час як на звучання деяких груп вплинули їхні іноземні колеги, інші гурти додали до свого звучання корейські елементи. Деякими прикладами цього можуть бути Dokaebi (도깨비), дез-метал-гурт із корейським співом, Gostwind, прогресив-метал-гурт, що використовує традиційні корейські інструменти, і Bamseomhaejeokdan (밤섬해적단), який поєднує грайндкор із корейськими темами. Підземні шоу зазвичай відбуваються в Сеулі, в районах Хонгде та Муллае-дон, Пусані та Тегу. Є кілька фестивалів, як-от Пусанський рок-фестиваль (2000–дотепер) і Рок-фестиваль Дондучхон (1999–дотепер).
У 2000-х роках корейські ЗМІ почали випускати телесеріали про рок-музику. У 2010 році компанія Korean Broadcasting System (KBS) створила чотирисерійний музично-драматичний серіал під назвою «Рок, рок, рок», заснований на житті засновника Boowhal Кіма Те Вона та охоплює його життя від середньої школи до 2003 року. У 2013 році Arirang TV підготував серіал із 13 частин під назвою Rock on Korea який веде Кім До Кюн, гітарист гурту Baekdooson, і розповідає про рок-музику південнокорейського півострова від 1960-х років до сучасних рок-гуртів, які зараз виступають у корейських клубах.
У 2018 році колишні емігранти Сполучених Штатів Ієн Хендерсон і Майкл О'Двайєр зняли документальний фільм K-Pop Killers. У фільмі, на зйомки якого пішло трохи більше року, детально висвітлено південнокорейську сцену екстремального металу. Інтерв'ю дають теперішні учасники екстремальних метал-гуртів і таких гуртів, як Baekdoosan і Mahatma. Також беруть інтерв'ю у таких власників музичних закладів, як Лі Юїн з GBN Live House, Кірк Квон з Thunderhorse Tavern і Джей Лі з 3Thumbs.
«Сьогодні більшість видів просування музики в Південній Кореї відбувається в Інтернеті, з незначною увагою основного потоку та доступними для завантаження альбомами». Промоутери використовують платформи соціальних мереж, щоб інформувати шанувальників про майбутні шоу. У якийсь момент на початку 2000-х емігранти та корейці створювали фанатські журнали, які обговорювали рок-субкультуру та оглядали музичні релізи місцевих гуртів. Завдяки допомозі та зацікавленості іноземців та новачків на музичній сцені, альбоми записуються, продюсуються учасниками сцени, а потім розповсюджуються звукозаписними лейблами, заснованими учасниками андеграундних гуртів. Деякі гурти, як-от Dark Mirror ov Tragedy, підписали контракти з іноземними лейблами та отримують підтримку від них.

## Корейські рок-фестивалі
- Busan Rock Festival
- ETPFEST
- Dongducheon Rock Festival
- DMZ Peace Train Music Festival
- Jisan Valley Rock Festival
- Pentaport Rock Festival

## Артисти

### Соло
- Asian Glow
- The Black Skirts
- Brokenteeth
- Cho Yong-pil
- Han Dae-soo
- Jung Joon-young
- Kim Jae-joong
- Kim Jong-seo
- Kim Kyung-ho
- Kim Sa-rang
- Meaningful Stone
- Mid-Air Thief
- Parannoul
- Park Wan-kyu
- Seo Taiji
- Seomoon Tak
- Shin Jung-hyeon
- Yim Jae-beom

### Гурти
- 10cm
- 24Hours
- 2Z
- 9 and the Numbers
- Add 4
- Apollo 18
- Biuret
- Bluedawn
- Boohwal
- Bulldog Mansion
- Bursters
- Busker Busker
- Buzz
- Cherry Filter
- CNBLUE
- Crash
- Crying Nut
- Dabda
- Dark Mirror Ov Tragedy
- Day6
- Deulgukhwa
- DickPunks
- Dreamcatcher
- Drug Restaurant
- Eve
- F.T. Island
- Galaxy Express
- Gate Flowers
- The Geeks
- Glen Check
- Green Flame Boys
- Guckkasten
- Hyukoh
- IZ
- Jambinai
- Jannabi
- Jaurim
- Koreana
- Led Apple
- Life and Time
- Loveholics
- Lucy
- M&D
- Madmans Esprit
- Nell
- Nemesis
- N.EX.T
- N.Flying
- No Brain
- Norazo
- Oathean
- Oh! Brothers
- Onewe
- Onnine Ibalgwan
- O.O.O
- OurR
- Parasol
- Phonebooth
- Pia
- The RockTigers
- Rolling Quartz
- Romantic Punch
- Royal Pirates
- Rumble Fish
- Rux
- Sad Legend
- Sanulrim
- Se So Neon
- Sinawe
- Skasucks
- SURL
- The Breeze - 브리즈
- The Koxx
- The RockTigers
- The Rose
- Thornapple
- TRAX
- Vanilla Unity
- Vassline
- Vibe
- Vrose
- We Are The Night
- ...Whatever That Means
- Xdinary Heroes
- Yada
- YB